# U-753
Unterseeboot 753 foi um submarino alemão do Tipo VIIC, pertencente a Kriegsmarine que atuou durante a Segunda Guerra Mundial.

## Comandantes
| Comandante                            | Data                                     |
| ------------------------------------- | ---------------------------------------- |
| FrgKpt. Alfred Manhardt von Mannstein | 18 de junho de 1941 - 13 de maio de 1943 |

## Subordinação
Durante o seu tempo de serviço, esteve subordinado às seguintes flotilhas:
| Período                                      | Flotilha                                  |
| -------------------------------------------- | ----------------------------------------- |
| 18 de junho de 1941 - 30 de novembro de 1941 | 3. Unterseebootsflottille (treinamento)   |
| 1 de dezembro de 1941 - 13 de maio de 1943   | 3. Unterseebootsflottille (serviço ativo) |

## Operações conjuntas de ataque
O U-753 participou das seguinte operações de ataque combinado durante a sua carreira:
- Rudeltaktik Schlei (19 de janeiro de 1942 - 24 de janeiro de 1942)
- Rudeltaktik Westwall (2 de março de 1942 - 12 de março de 1942)
- Rudeltaktik Luchs (27 de setembro de 1942 - 6 de outubro de 1942)
- Rudeltaktik Panther (6 de outubro de 1942 - 16 de outubro de 1942)
- Rudeltaktik Puma (16 de outubro de 1942 - 22 de outubro de 1942)
- Rudeltaktik Natter (2 de novembro de 1942 - 8 de novembro de 1942)
- Rudeltaktik Kreuzotter (8 de novembro de 1942 - 24 de novembro de 1942)
- Rudeltaktik Hartherz (3 de fevereiro de 1943 - 7 de fevereiro de 1943)
- Rudeltaktik Ritter (11 de fevereiro de 1943 - 26 de fevereiro de 1943)
- Rudeltaktik Drossel (11 de maio de 1943 - 13 de maio de 1943)